# Shahrestān di Lahijan
Lo shahrestān di Lāhijān (farsi شهرستان لاهیجان) è uno dei 16 shahrestān della provincia di Gilan, in Iran. Il capoluogo è Lāhijān. Lo shahrestān è suddiviso in 2 circoscrizioni (bakhsh): 
- Centrale (بخش مرکزی)
- Rudbeneh (بخش رودبنه), con la città di Rudbeneh.